# Рамка пістолета

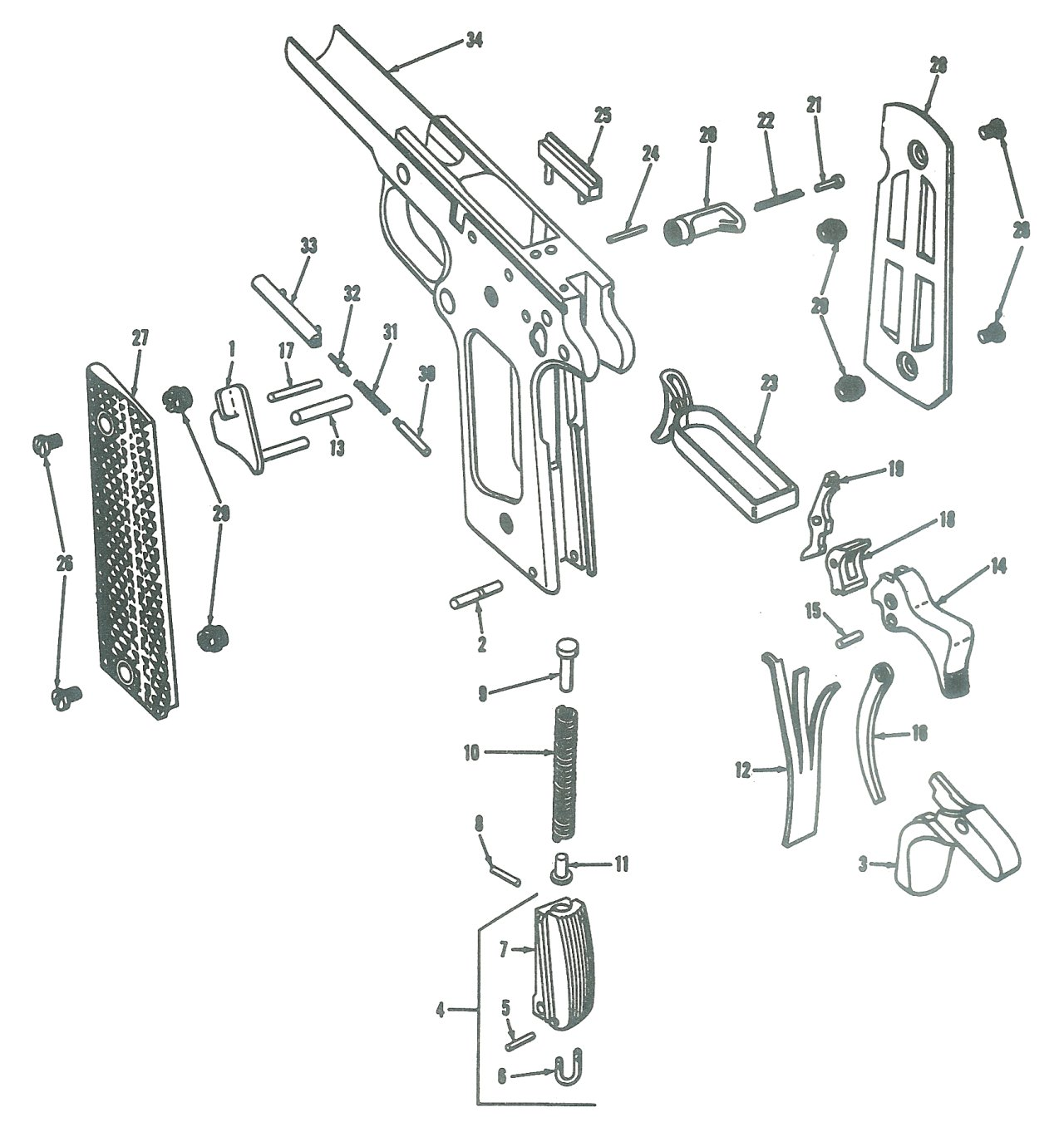
Вибух-схема конструкції пістолета Кольт M1911. Рамка пістолета під № 34

Ра́мка пістоле́та — деталь вогнепальної зброї, що формує остов пістолета або револьвера, деталь, до якій кріпляться решта вузлів та деталей зброї: ствол, затвор, ударно-спусковий механізм, магазин, пістолетне руків'я тощо.
Традиційний матеріал рамки — сталь, звичайна або нержавіюча. У останні десятиліття дедалі більше поширюються моделі з рамкою з легких сплавів і особливо — полімерних матеріалів. Вживання полімерів і композитів (зазвичай на основі вуглецевого волокна) дозволяє не лише зменшити масу зброї, але і спростити виготовлення такої складної форми деталі, якою є рамка пістолета. При цьому особливо відповідальні і навантажені частини рамки (наприклад, деталі, що направляють ковзання затвора), можуть виконуватися з металу.